# Aristolochia krisagathra
Aristolochia krisagathra là một loài thực vật có hoa trong họ Aristolochiaceae. Loài này được Sivar. & Pradeep mô tả khoa học đầu tiên năm 1989.